# Kotrysia Polana
Kotrysia Polana – przysiółek wsi Złatna w Polsce, położony w województwie śląskim, w powiecie żywieckim, w gminie Ujsoły. 
W latach 1975–1998 przysiółek administracyjnie należał do województwa bielskiego.
Położony jest na północno-zachodnim grzbiecie Glinki, pomiędzy doliną potoku Straceniec i doliną Potoku Głębokiego